# Sebastián Piñera
Sebastián Piñera (Santiago, 1 december 1949 – Lago Ranco, 6 februari 2024) was een Chileens politicus en zakenman. Tweemaal was hij president van Chili: van 2010 tot 2014 en van 2018 tot 2022. In de jaren negentig was hij lid van de Chileense senaat. Piñera was miljardair en had een vermogen van om en nabij de 2 miljard euro.

## Biografie

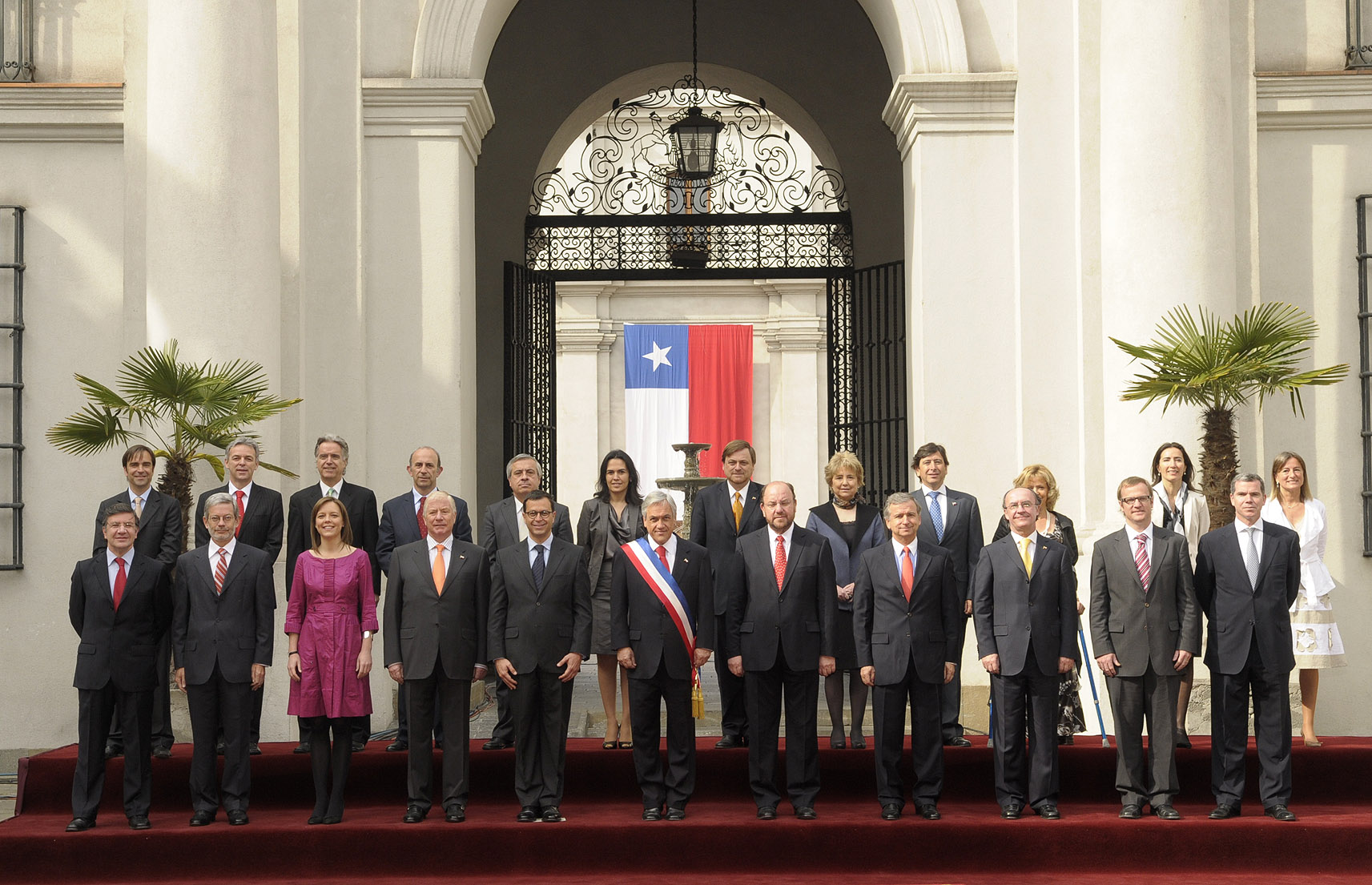
Piñera te midden van zijn eerste kabinet (september 2010)

Piñera werd geboren in het gezin van José Piñera Carvallo (1917-1991) en Magdalena Echenique Rozas (1919-2000). Voormalig primaat van Chili en emeritus aartsbisschop van Santiago Bernardino Piñera is zijn oom. Na zijn eerste levensjaar verhuisde Piñera's familie naar België, waar de vader een periode ambassadeur was tijdens het presidentschap van Eduardo Frei Montalva. Sebastián Piñera was enige tijd leerling van het Sint-Bonifatiuscollege te Brussel. Nadien verhuisde Piñera's familie naar New York waar zijn vader de Chileense ambassadeur werd bij de Verenigde Naties. Piñera keerde terug naar Chili in 1955, hij volgde onderwijs aan het Colegio del Verbo Divono, waar hij afstudeerde in 1967. Vervolgens studeerde hij economie aan de Harvard-universiteit.
Eind 2005 deed Piñera namens zijn liberaal-conservatieve partij, de Nationale Hernieuwing, mee aan de presidentsverkiezingen in Chili. Hij legde het daarbij echter af tegen de socialiste Michelle Bachelet, die een meerderheid van de stemmen behaalde. Vier jaar later, bij de presidentsverkiezingen van eind 2009, was Piñera nogmaals kandidaat; ditmaal met meer succes. Hij won de tweede verkiezingsronde die plaatsvond op 17 januari 2010, en werd beëdigd als president op 11 maart 2010. Na vier jaar geregeerd te hebben, moest Piñera in 2014 zijn ambt neerleggen omdat de Chileense grondwet een tweede aaneengesloten regeertermijn niet toestaat. Hij werd opgevolgd door zijn voorganger Michelle Bachelet.
Piñera werd in december 2017 herkozen als president met een programma waarmee hij de economische groei wilde verdubbelen. Zijn tweede termijn ging van start op 11 maart 2018 en duurde, net als zijn eerste, exact vier jaar. Op 11 maart 2022 droeg hij het presidentschap over aan Gabriel Boric.
Piñera kwam op 6 februari 2024 op 74-jarige leeftijd om het leven bij een helikoptercrash. De drie andere inzittenden, waaronder zijn zus, overleefden het ongeluk.
Manuel Blanco ·
Agustín Eyzaguirre ·
Ramón Freire ·
Francisco Antonio Pinto ·
Ramón Vicuña ·
Francisco Ruiz-Tagle ·
José Tomás Ovalle ·
Fernando Errázuriz ·
José Joaquín Prieto Vial ·
Manuel Bulnes ·
Manuel Montt ·
José Joaquín Pérez ·
Federico Errázuriz ·
Aníbal Pinto ·
Domingo Santa María ·
Manuel Balmaceda ·
Manuel Baquedano · 
Jorge Montt ·
Federico Errázuriz ·
Aníbal Zañartu ·
Germán Riesco ·
Pedro Montt ·
Elías Fernández ·
Emiliano Figueroa ·
Ramón Barros ·
Juan Luis Sanfuentes ·
Arturo Alessandri ·
Luis Altamirano ·
Pedro Pablo Dartnell ·
Emilio Bello Codesido ·
Arturo Alessandri ·
Luis Barros ·
Emiliano Figueroa ·
Carlos Ibáñez ·
Pedro Opaso ·
Manuel Trucco ·
Juan Esteban Montero ·
Arturo Puga ·
Carlos Dávila ·
Bartolomé Blanche Espejo ·
Abraham Oyanedel ·
Arturo Alessandri ·
Pedro Aguirre Cerda ·
Jerónimo Méndez ·
Juan Antonio Ríos ·
Alfredo Duhalde ·
Vicente Merino ·
Alfredo Duhalde ·
Juan Antonio Iribarren · 
Gabriel González ·
Carlos Ibáñez ·
Jorge Alessandri ·
Eduardo Frei Montalva ·
Salvador Allende ·
Augusto Pinochet ·
Patricio Aylwin ·
Eduardo Frei Ruiz-Tagle ·
Ricardo Lagos ·
Michelle Bachelet ·
Sebastián Piñera ·
Michelle Bachelet ·
Sebastián Piñera ·
Gabriel Boric
- Biblioteca Nacional de Chile: 000073957
- Gemeinsame Normdatei: 1050879333
- International Standard Name Identifier: 0000 0000 7954 2603
- Library of Congress Control Number: nr88007411
- Nationale Bibliotheek van Tsjechië: xx0117938
- Nationale Bibliotheek van Israël: 987012501054505171
- Nationale Bibliotheek van Polen: a0000002898836
- Nederlandse Thesaurus van Auteursnamen: 133824918
- SNAC: w6zh48z2
- Système universitaire de documentation: 156215004
- Virtual International Authority File: 121328463
- WorldCat: E39PBJdgTH4fDJfyMHF7xKM773